# クロメイモリ
クロメイモリ（学名：Cynops fudingensis、英：Red-bellied newt）は、カリフォルニア州北部の海岸沿いの森林に生息し、生涯の大半を陸地で過ごすイモリである。

## 外見
成体の大きさは、鼻から肛門までが70-89 mm、鼻から尾までが140-190 mmである。ざらざらした皮膚を持ち、背中側は茶色がかった黒色、腹部はトマトのような赤色である。雄の腹部には黒い模様があるが、雌にはない。繁殖期の雄の皮膚は滑らかになり、尾は平らになる。同じ地域に分布する他のイモリとは、腹の赤さと、眼が黄色でないことで区別される。

## 分布と生息地
クロメイモリは、カリフォルニア州のソノマ郡ボデガから内陸のローワー・レイクを経て、北部のハンボルト郡ハニーデューにかけての地域に分布する。海岸沿いの森林、特にセコイア林に棲息する。また、ソノマ郡の南130 kmにあるサンタクルズ山脈のスティーブンス・クリーク上流域には、ソノマ郡のものと地理的に離れた個体群があるが、遺伝的には同一である。

## 生殖と生態
イモリの生涯は、細長い外鰓を持つオタマジャクシに似た水生の幼体から始まる。幼体が成体になると、4-6カ月かけて、水を出て地下に住むようになる。この期間は、繁殖の準備ができるまで4から6年かかる。クロメイモリの寿命は、20年から30年間である。
生殖可能になると、1-2月頃から、雄は川の土手に集まり始める。1-3週間後に、雌がここに加わり、雄と交尾する。クロメイモリは、急流や岩の多い川に卵を産む。雌は、川底の岩や水草の枝や根に付着させた約12個の流線形の卵塊の各々に6-16個の卵を産む。産卵を終えた親が川を離れる時には、土手に直接登るのではなく、上流に向かって角度を付けて移動する。雌は、雄と異なり、毎年は繁殖しない。

## 帰巣本能
クロメイモリは、顕著な帰巣本能を持ち、繁殖の度に同じ川に戻るために、数マイルの険しい地形を移動する等、大きな努力をはらっている。帰巣本能の原因は嗅覚であると考えられている。

## 防御
クロメイモリの背中側は、目立たないように茶色がかった黒色になっている。それが失敗し敵に見つかると。頭と尾を引っ込めて腹側の鮮やかな赤色を見せる。クロメイモリは、皮膚、卵、胚に1人の成人や1200-2500匹のマウスを殺しうる量の神経毒であるテトロドトキシンを含んでいるため、これは、潜在的な捕食者への警告の意味がある。クロメイモリはこれほどの毒を持つため、この毒に対する耐性を持つ一部の種類のヘビの他にほぼ捕食者は報告されていない。また、他のイモリと同様に、四肢、目、心臓、腸、上下顎、損傷した脊髄を含むいくつかの体の部分を再生する能力を持つ。